# Wolfgang Gottfried Leopold von Auersperg
Wolfgang Gottfried Leopold Graf von Auersperg, avstrijski general, * 19. december 1818, † 17. april 1893.

## Družina
Poročil se je z Marianno baronico von Neuwall, s katero sta med drugim imela tudi Leopolda von Auersberga.

## Pregled vojaške kariere
Napredovanja
- generalmajor: 11. marec 1867 (z dnem 23. marcem 1867)
- podmaršal: 23. april 1873 (z dnem 25. aprilom 1873)